# 奥林波堡
奥林波堡（西班牙语：Fuerte Olimpo）是巴拉圭上巴拉圭省的首府，坐落在巴拉圭河沿岸，距首都亚松森838公里，1792年由西班牙人建立，气候较炎热。